# دان إنجل
دان إنجل (بالإنجليزية: Dan Engel)‏ هو شخصية أعمال أمريكي، ولد في 1976 في ذا برونكس في الولايات المتحدة.